# Taivallahti kanal
Taivallahti kanal (fi. Taivallahden kanava) är en kanal på Heinävesistråten i byn Varistaival i Heinävesi kommun i Södra Savolax. Kanalen förbinder sjöarna Juojärvi och Varisvesi. Kanalen är 800 meter lång, har två slussar och en höjdskillnad på 4,95–5,45 meter.
Taivallahti kanal ligger cirka 2 kilometer nordost om Varistaival kanal, mellan de två kanalerna finns sjöarna Varislampi och Pieni Varislampi som är förbundna genom den öppna Mellankanalen.